# Hemmonsaari (ö i Norra Karelen)
Hemmonsaari är en ö i Finland. Den ligger i sjön Sonkajanrannanjärvi och i kommunen Joensuu i den ekonomiska regionen  Joensuu ekonomiska region  och landskapet Norra Karelen, i den sydöstra delen av landet, 400 km nordost om huvudstaden Helsingfors. Öns area är 0,3 hektar och dess största längd är 120 meter i nord-sydlig riktning.